# 日部乡
日部乡（藏語：རྫོང་འབུར，威利转写：rdzong 'bur），是中华人民共和国四川省阿坝藏族羌族自治州马尔康市下辖的一个乡镇级行政单位。

## 行政区划
日部乡下辖以下地区：
巴郎村、中热村、射江村、木郎村、英古村、果尔桑村、柯丫村、居里日岗村和若古村。